# María Paulina Aguirre

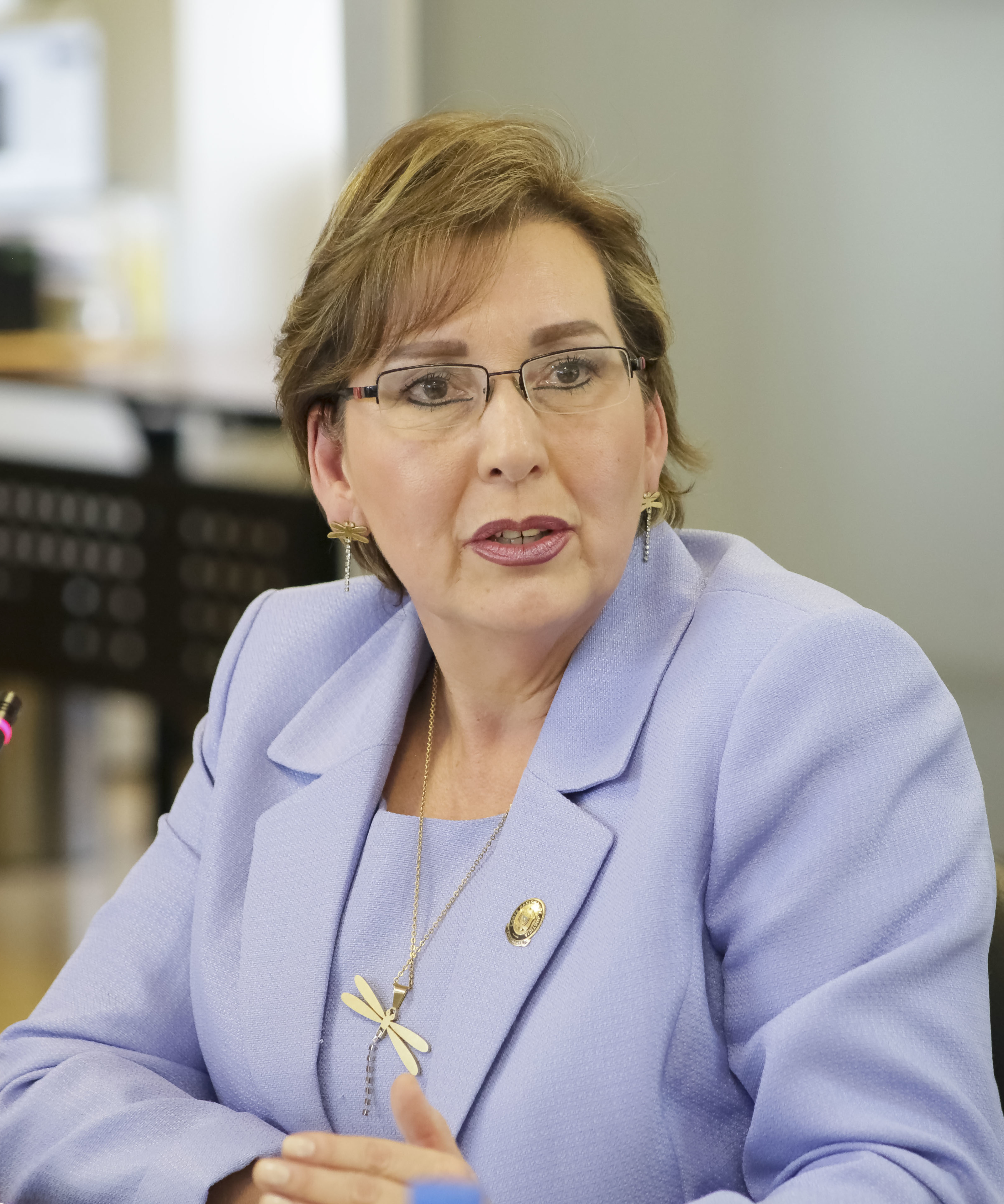
María Paulina Aguirre (2018)

María Paulina Aguirre Suárez (* 29. April 1958 in Loja) ist eine ecuadorianische Juristin. Sie ist Präsidentin des Corte Nacional de Justicia, des obersten ecuadorianischen Gerichtshofs.

## Leben und Wirken
Aguirre studierte Rechtswissenschaften an der Universidad Nacional de Loja, wo sie auch zur Dr. iur. promoviert wurde. Dort erwarb sie neben ihrem rechtswissenschaftlichen Diplom ebenso politikwissenschaftliche und wirtschaftswissenschaftliche Abschlüsse. Die Universidad Andina Simón Bolívar verlieh ihr nach einem entsprechenden Qualifikationsstudium einen postgradualen Abschluss in Verwaltungsrecht. An der Universidad Tecnológica Indoamérica erwarb sie weitere zusätzliche Abschlüsse speziell im Zivilverfahrens- und allgemeinen Verfahrensrecht. Nach Abschluss ihrer Studien trat sie in den ecuadorianischen Justizdienst ein. Hier war sie an zahlreichen Gerichten verschiedener Gerichtsbarkeiten eingesetzt. Sie übte unter anderem die Funktionen der Protokollführerin der Zweiten Kammer des Obergerichts von Quito, der Sekretärin des Präsidenten des Obergerichts von Quito, einer Mietrichterin in Quito, einer Arbeitsrichterin in Pichincha, der Präsidentin der Ersten Arbeitskammer für Kinder und Jugendliche des Obergerichts von Quito, einer Richterin der Ersten Arbeitskammer für Kinder und Jugendliche des Provinzgerichts von Pichincha sowie der Präsidentin der Arbeitskammer des Nationalen Gerichtshofs aus.
Am 26. Januar 2018 wurde sie zur Präsidentin des Nationalen Gerichtshofs der Republik Ecuador gewählt. Sie ist die erste Frau in diesem Amt.